# Folk och Miljö
Folk och Miljö (F o M) var en lokal samverkan mellan folkpartiet och miljöpartiet i valet till kommunfullmäktige i Ydre kommun. Denna samverkan inleddes till valet 2006. I valet 2006 erhöll Folk och Miljö 131 röster, vilket motsvarade 5,28 procent.